# Xoxo (Cabo Verde)
Xoxo es una localidad caboverdiana del municipio de Ribeira Grande.

## Geografía
La localidad está situada en la isla de Santo Antão.

## Organización territorial
La localidad abarca los lugares y barrios de:
- Água de Rabo Curto
- Água dos Bois
- Chã de Mato
- Lombo de Bastião
- Lombo de Beatriz
- Lombo de Joaquina
- Lombo de Pico
- Losnã
- Rabo Curto
- Topo
- Xoxo